# Magic Potion
| Críticas profissionais | Críticas profissionais |
| Avaliações da crítica  | Avaliações da crítica  |
| Fonte                  | Avaliação              |
| ---------------------- | ---------------------- |
| allmusic               | [ 1 ]                  |

Magic Potion é o quarto álbum de estúdio da banda norte-americana The Black Keys, lançado em 12 de setembro de 2006.

## Faixas
Todas as faixas escritas e compostas por Dan Auerbach e Patrick Carney.
| N.º | Título                 | Duração |  |
| 1.  | "Just Got to Be"       | 3:01    |  |
| 2.  | "Your Touch"           | 2:45    |  |
| 3.  | "You're the One"       | 3:29    |  |
| 4.  | "Just a Little Heat"   | 3:42    |  |
| 5.  | "Give Your Heart Away" | 3:27    |  |
| 6.  | "Strange Desire"       | 4:22    |  |
| 7.  | "Modern Times"         | 4:22    |  |
| 8.  | "The Flame"            | 4:36    |  |
| 9.  | "Goodbye Babylon"      | 5:56    |  |
| 10. | "Black Door"           | 3:31    |  |
| 11. | "Elevator"             | 3:44    |  |

## Desempenho nas paradas musicais
| Parada musical (2006)          | Posição |
| ------------------------------ | ------- |
| Estados Unidos - Billboard 200 | 95      |

## Créditos
- Dan Auerbach — Guitarra, vocal
- Patrick Carney — Bateria, percussão